# Witharen
Witharen (Nedersaksisch: Withoarn, of Withöare) is een buurtschap in de gemeente Ommen in de Nederlandse provincie Overijssel. De buurtschap ligt op ongeveer 4 kilometer ten noorden van de stad Ommen en 19 kilometer ten zuiden van Hoogeveen. De buurtschap zelf telt 650 inwoners, waarvan 65 in de kern van Witharen. Door deze buurtschap loopt de weg van Ommen naar Balkbrug. De gemeente bouwde aan deze weg een 'tolhuis', dat momenteel nog als zodanig herkenbaar is.